# 彈珠汽水 (遊戲)
《彈珠汽水》是由貓貓軟體於2004年7月30日發售的戀愛冒險類型成人遊戲。2005年8月25日由Interchannel發售PlayStation 2移植版《彈珠汽水～映在玻璃瓶的海～》（ラムネ 〜ガラスびんに映る海〜），並於同年10月播放電視動畫。2017年1月27日發售續作《彈珠汽水2》（ラムネ2）。據開發團隊的說法，遊戲作品類型為「以夏天為舞台的普通的校園遊戲」，廣告標語為：「這個夏天也猜猜。還一起過嗎？怎說呢……」。

## 遊戲構成
與《水色》同樣，有描寫主角的兒童時代的過去篇章，根據在那出現的女主角們有關的選擇分歧的結果，進入不同角色的劇本（現在的篇章）（也包含過去沒有登場過的女角）。同樣因應攻略不同的女主角，一些角色的性格亦有變更點。雖然表面上以小說的感覺進行，根據選擇而決定是否能看到CG，若選擇過多太無情的選項，也可能出現壞的結局。

## 故事介紹
某個夏日，從城市搬到海邊小鎮的年幼的主角與他的妹妹。交織著種種的相遇與回憶，終於發現「彼此的距離」。在「普通的日子」中遇到特別的事情後才察覺到的時候，主角與女主角們的故事是……各劇本的重點是故事中讓人印象深刻的「彈珠汽水」、以及「夏天」的故事。

## 登場角色
※聲優依Windows版/PS2/動畫版順序排列。
友坂健次（聲：無/無/谷山紀章（兒童時代是時田光））
主角（只有名字可改，姓氏是固定的）。高中2年生。與七海同班。
要求父親讓給他的舊摩托車（凱旋製），花長時間持續修理中。
雖然表面上常欺負七海、又與光吵吵鬧鬧，其實是本性開朗率直，溫柔體貼的人。
身高175cm。
近衛七海（聲：/後藤邑子/後藤邑子）
主角的鄰居（家業是咖啡廳），亦是青梅竹馬。「哇哇哇」又「抽抽嗒嗒」的有一點1。
雖然對主角的調皮感到煩惱，但還是形影不離。主角VS光、美空的戰鬥時作為調停者。
從小開始就全力地照顧家裏的菜園，現在（雖說是收成有限）已大約達到了農戶程度的收獲，被作為自家咖啡廳的材料使用。
特別對西瓜悉心照顧，看來會變得又大又好吃的果實會叫做「七海special」，好好地培植。
母女二人早上都不太會起床。
亮粉紅色的長髮。頭髮的左前側夾著黃色（螢光黃）的魚形髮夾。瞳色是淺青紫色。
5月20日出生。血型是O型。身高154cm。三圍是B80/W56/H82。
喜歡的食物是自己培植的蔬菜。喜歡的飲品100%純鮮果汁。
屬ぽんこつ王族的類型。
在同為貓貓軟件的遊戲《麻雀》中、曾以魔法少女 （魔法少女☆七海）的姿態出場。
仲里光（聲：青山由香里/友永朱音/友永朱音）
主角的表姊。雖然比主角和七海等人大一歲，但看起來卻又矮又幼小。
雖然是擅於交際，任何人都能立即成為朋友的性格，對主角卻常擺出想吵架的態度，「行使武力」亦在所不辭。
每年一到暑假就會到主角們的鎮渡過假期，不僅是參加主角的學校例行的校外學習，而且還會去上課。
喜歡吃「極甜或極辣」，她做的菜大概是能被用來做「懲罰遊戲」玩的。
雖然自己也不忌憚地斷言是個「以自我為中心」的人，實際上是個會考慮別人的感受的溫柔少女。
金色長髮。黃色的緞帶綁著雙馬尾。瞳色是藍色（動畫版是青綠色）。
3月20日出生。血型是O型。身高146cm。三圍是B79/W55/H80。
喜歡的食物是冬蔭功。喜歡的飲品是牛奶和所有碳酸飲料。
石和多惠（聲：//）
比主角大一歲的同校前輩。從小開始就好為人操勞（有時被認為是好管閒事），現在是自治會會長。
三胞胎弟妹（惠太、惠介、惠美）的姊姊。一直都是穿學生運動服的姿態到處奔走，不僅是校內的工作，就連海岸清潔都是獨力做妥。
雖然那種不怕麻煩、成熟的性格，使周圍的人以「媽媽、姊姊」的立場來看她……
微微透紫的黑色長髮。左前側的頭髮夾著花型的髮夾。瞳色是淺青紫色。
2月2日出生。血型是A型。身高156cm。三圍是B84/W58/H86。
喜歡的食物是烤糯米丸子。喜歡的飲品是烘焙茶。
友坂鈴夏（聲：神村比奈/佐藤美佳子/佐藤美佳子）
比主角少一歲的妹妹。鈴夏主線中是屬天文部。因小時候的「某個事件」使她的性格變得消極。很少會露出笑容，對別人幾乎全沒主見。作為哥哥的主角亦長年沒能接上話題，繼續著微妙的關係。
除鈴夏主線以外，屬柔道部的開朗活潑、天真爛漫的角色（動畫版屬於以上這一型）。不拘美好身材，內心仍是個孩子般，讓主角擔心。
以上這兩個設定，因為跟《水色》的進藤有共同之處，同好將沉靜的一面叫「大人鈴夏」，活潑的一面叫「嘮叨鈴夏」。另外，亦有將沉靜的一面叫「眼鏡鈴夏」或「遠距離攻擊型」，活潑的一面叫「近距離攻擊型」。
雖然在鈴夏主線中做菜了得，但是主線以外都不擅長做菜。
水色（動畫版是淺紫青色）的長髮。沒有特別束髮。瞳色是碧綠色。
8月22日出生。血型是B型。身高164cm。三圍是B86/W59/H85。
喜歡的食物是蕃茄意大利粉。喜歡的飲品是檸檬茶。
佐倉裕美（聲：鷹月櫻/田口宏子/田口宏子）
比主角小一歲的同校的後輩。原糖果店（現便利店）的女孩。
雖然在電腦遊戲版中是配角，但在PS2版中成為了「攻略對象」。裕美主線中從少女時代開始就好像是友坂家家人一樣出入，主角的家人、朋友公認的好友。
雖然積極而勇敢地愛著主角，「因為某件事」而使自己打算重新注視兩人的關係。

動畫版與其他角色的主線中會稱她為「舊佐倉」，裕美主線則稱她為「新佐倉」。
在Comic Market69中、與七海一起作為貓貓軟體的導覽影像登場。好像有在下一作《Scarlett》的附加模式中登場的野心。
留著過肩的黑髮。雖然PC版是散著頭髮，但PS2版是左右馬尾，在耳下綁著白色緞帶結（動畫版是比遊戲版的頭髮稍短，沒有特別的束髮）。瞳色是淺紫青色。
血型是AB型。身高156cm。三圍是B81/W54/H83。
喜歡的食物是餡蜜2和蜜豆。喜歡的飲品是彈珠汽水。
鮎川美空（聲：未登場/新谷良子/新谷良子）
PS2版的追加角色。從城市駕摩托車到海邊來兜風的少女。由於摩托車跌倒故障，為了賺取修理費，雖然不情願但也只好決定留在友坂家。動畫版亦有出場。
雖然最初總是嫌主角們所住的小鎮很「鄉下」，又批評七海幹農活是「閑事」而跟主角對立，在經過這段慌忙、熱鬧又溫馨的日子後漸漸改變了她的心。
粉紅色的長髮過肩。左右馬尾綁著淺藍色的緞帶結。頭頂偏後少許起向前伸出一條呆毛。瞳色是碧綠色。
愛車是本田CB400 SUPER BOL D'OR。
身高153cm，三圍是B80/W56/H81。血型是A型。
喜歡的食物是法國吐司。喜歡的飲品是運動飲料。
近衛各務（聲：楠鈴音//）
七海的母親。友坂家的鄰居，經營咖啡廳（遊戲設定在商店街，電視動畫則設定在近衛家的斜對面）。性格溫柔而親切，是很了解七海與主角們的人。看起來也很年輕，年輕得讓人誤以為跟七海是姊妹。
友坂健柳流（聲：無/無/長嶝高士）
主角的父親，高中教師，柔道部的顧問。獨力撫養主角和鈴夏，雖然對他們很嚴格但也有很親切的時候。也有暗戀各務的純情的一面。
老板娘（聲：奧森香由/吉住梢/未登場）
旅館的老板娘，多惠的親戚，跟多惠一樣是好操勞的性格。
雖在遊戲中沒透露過名字，但在後來的設定中定名為「笹井」。
端野（聲：無/大畑伸太郎/大畑伸太郎）
主角的同學兼損友。主要是擔當搞笑角色。雖是光的狂熱愛好者，但除了被迫吃下辛辣咖喱以外就沒有任何回報。
身高167cm。

## 製作人員
- 原畫：、u-r、秋乃武彥
- 劇本：、秋津環、海富一、中森南文里
- 音樂：MANYO（Little Wing）

## 主題曲
- 片頭曲：
  - 作詞：　作曲‧編曲：藤間仁　歌：
- 片尾曲：（彈珠汽水）
  - 作詞：　作曲：安瀨聖　編曲：原田勝通　歌：Duca
- PC版挿入歌：
  - 作詞：　作曲：天乃雀　編曲：河邊健宏　歌：KAKO
- PS2版挿入歌：（兩人（彈珠汽水79's））
  - 作詞：　作曲‧編曲：藤間仁　歌：KAKO

## 電視動畫

六位主要女角色

電視動畫在2005年10月至12月期間播放。全12話。
故事主要以七海的主線故事為基礎，亦附加了除裕美以外各個角色的主線部份。
在本編，NEKONEKO FANDISK等收錄的戰國模擬遊戲「野望」，以健次正在遊玩中的遊戲出現（信長、秀吉、黑田官兵衛（羅茲威爾外星人）出場）。雖然被七海以「又玩遊戲！而且又是讓日本滅亡……」等埋怨，但健次則以「這是學習歷史！」來強辯。
電視動畫版的DVD每卷收錄兩話內容，2006年1月下旬起每月發售，至2006年6月的第6卷發售為止。
動畫本編中追加了幾個電視未播放的片段。另外，這些未播放的片段有另外收錄起來，所以觀眾會知道在哪裏追加了劇情。
不但各卷都有映像特典，特別是於後半的第4至6卷收錄了黏土電影更是特色之一。
除此之外，各卷均附錄了另一片光碟。這些以CD Extra的方式收錄起來的影像區段（CD-DA），收錄了動畫版後續故事的迷你廣播劇。資料區段（可於電腦讀取）收錄了包括數碼桌曆與桌布用圖檔，另外於第1‧3‧5卷除圖檔外更收錄了電腦系統檔的聲效以及留言電話短訊等可使用的音像檔集。

### 製作人員
- 原作：貓貓軟體
- 製作：大場規勝、宮下昌幸、市藤義洋、片岡正博
- 執行製作人：小林正樹、赤松智
- 製作人：池田義宏、大宮三郎、中西孝
- 導演：高田淳
- 系列構成：鴻野貴光
- 角色原案：、
- 角色設計‧總作畫監督：近藤源一郎
- 合成總監：中山敦史
- 美術監督：窪田忠雄
- 色彩設計：田中真紀
- 音響監督：町田薰
- 音響製作人：飯塚康一
- 音響製作：TRINET ENTERTAINMENT
- 音樂：福島祐子
- 音樂製作人：大貫一雄
- 音樂製作：Interchannel
- 管樂器製作人：坂本耕作（TRINET ENTERTAINMENT）
- 動畫製作人：佐久間敏郎（PICTURE MAGIC）、野村宙（RADIX）
- 動畫製作：TRINET ENTERTAINMENT、PICTURE MAGIC
- 動畫製作協力：RADIX
- 製作：彈珠汽水製作委員會

### 主題曲
- 片頭曲
  - （彈珠汽水色的旋律）
    - 作詞：兔夢　作曲：來兔　編曲：菅野祐悟　歌：真優
- 片尾曲
  - 「Summer vacation」（暑假）（TV播放：第一至十一話、DVD：全部）
    - 作詞：兔夢　作曲‧編曲：TARAWO　歌：村田步

  - （TV播放：第十二話、DVD：第十二話插曲）
    - 作詞：　作曲‧編曲：藤間仁　歌：佐藤裕美

### 各話標題
| 話數 | 標題（日文） | 標題（中文）           | 編劇     | 分鏡     | 演出       | 作畫監督              |
| ---- | ------------ | ---------------------- | -------- | -------- | ---------- | --------------------- |
| 1    |              | 寄居蟹與草帽           | 鴻野貴光 | 高田淳   | 高田淳     | 坂本千代子 長谷川友香 |
| 2    |              | 夏日田園與七海special  | 鴻野貴光 | 高田淳   | 伊藤慎太郞 | 森田岳士 野田惠       |
| 3    |              | 小表姊與煙火           | 石橋大助 | 高田淳   | 鎌仲史陽   | Kim Il Bae            |
| 4    |              | 自治會長與獎賞         |          |          | 山本天志   | 伊部由起子            |
| 5    |              | 星空與望遠鏡           | 高田淳   | 岡崎幸男 | 武内啓     |                       |
| 6    |              | 三個人與兩顆珍珠       | 園田雅裕 | 園田雅裕 | 渡邊浩二   |                       |
| 7    |              | 摩托車少女與打工       | 鴻野貴光 | 高田淳   |            | 山澤實 野田惠         |
| 8    |              | 兩人的羈絆與動搖的思念 | 石橋大助 | 所俊克   |            | 時矢義則 伊部由起子   |
| 9    |              | 兩人的距離與彈珠汽水瓶 | 石橋大助 | 高田淳   | 鎌仲史陽   | 川島勝 坂本千代子     |
| 10   |              | 土風舞與交疊的心       |          | 園田雅裕 | 三家本泰實 | 水川弘里 八木元喜     |
| 11   |              | 颱風夜與夏日終曲       | 所俊克   | 所俊克   | 原由美子   |                       |
| 12   |              | 欠100次與借100次       | 鴻野貴光 | 高田淳   | 高田淳     | 坂本千代子 長谷川友香 |

### 播放電視台
日本深夜動畫：下文記載的日本国内播放時間使用日本標準時間（UTC+9）表示。因為部分時間标识會採用30小时制，因此請留意这类超过24:00的时间，其實際播放時間為翌日清晨。
| 播放地區   | 電視台              | 播放期間                       | 播放時間（日本時間UTC+9）      |
| ---------- | ------------------- | ------------------------------ | ------------------------------ |
| 近畿廣域圏 | 關西電視台 (幹事局) | 2005年10月10日～2005年12月26日 | 星期一 26:00～26:30            |
| 千葉縣     | 千葉電視台          | 2005年10月12日～2005年12月28日 | 星期三 25:30～26:00            |
| 埼玉縣     | 埼玉縣電視台        | 2005年10月13日～2005年12月29日 | 星期四 25:30～26:00            |
| 神奈川縣   | 神奈川電視台        | 2005年10月15日～2005年12月28日 | 星期六 25:00～25:30            |
| 中京廣域圈 | 東海電視台          | 2005年10月27日～2006年1月26日  | 星期四 27:27～27:57            |
| 日本全域   | KIDS STATION        | 2005年12月2日～2006年2月17日   | 星期五 24:30～25:00 （有重播） |
| 日本全域   | GyaO                | 2006年5月24日～2006年6月28日   | 星期三 12:00～27:57            |

## CD
- OP主題曲歌：真優
- ED主題曲「Summer vacation」歌：
- 彈珠汽水‧Characters Collection（角色單曲＋廣播劇CD）
  - vol.1 近衛七海（聲：後藤邑子）Kira Kira（閃爍）
  - vol.2 仲里光（聲：友永朱音）（最喜歡的季節）
  - vol.3 友坂鈴夏（聲：佐藤美佳子）（充滿夢想的彗星）
  - vol.4 石和多惠（開朗的雙眼）
  - vol.5 鮎川美空（聲：新谷良子）（時光機）
  - vol.6 佐倉裕美（聲：田口宏子）（往常的天空）

## 漫畫
漫畫曾在「Comp Ace」（角川書店）Vol. 5中刊載，作畫是藤井理乃，已完結。

## 小說
PARADIGM以七海線和多惠線為主線分別出版小說「彈珠汽水 近衛七海編」、「彈珠汽水 石和多惠編」。十八禁小說。中文版於2006年由龍成出版發售。
日文
- 著者：岡田留奈
- 插畫：、
- 2004年11月初版 ISBN 4-89490-741-0
- 著者：岡田留奈
- 插畫：、
- 2005年1月初版 ISBN 4-89490-749-6

中文
- 彈珠汽水 近衛七海篇
- 譯者：Mindy
- 2006年5月初版 ISBN 957-462-938-4
- 彈珠汽水 石和多惠篇
- 譯者：助平娘
- 2006年8月初版 ISBN 957-462-971-6

另一部小說由（學習研究社）出版。這是一本補完動畫第七、八話之間的時間為中心的作品。中文版於2008年由台灣大賣文化有限公司出版。
日文小說：出版
- 著者：鴻野貴光
- 插畫：近藤源一郎
- 2006年2月初版 ISBN 4-05-903507-6

中文小說：大賣文化有限公司出版（著者、插畫同上）
- 彈珠汽水
- 系列：美神文庫
- 譯者：楊家昌
- 2008年6月13日初版 ISBN 978-986-84131-3-9

## 補充

### PC版
- 知悉收錄在PC版彈珠汽水初回版的資料壓縮檔中的圖像包含了無修正圖像的貓貓軟體曾於2004年8月4日公佈回收初回版。

### 動畫版
- 埼玉電視台在播放最終回時，在結局完後廣告開始直到出現贊助商畫面之間，發生畫面變得黑暗一片亦沒有聲音的廣播意外。
- 2007年起於Handy Full動画開始收費配信。對應機種是DoCoMo FOMA902i/702i及較新的版本。除此之外，網路廣播的Gyao亦都免費配信。

## 註解
- ^  注解1：：原意是一個機械專門用語，指機器因老化故障而變得不靈活、沒用。這裏是指貓貓軟體的遊戲角色特有的屬性，屬於天然呆而且笨手笨腳的一類。暫時未有對此種萌屬性有任何常用或適合的翻譯，故只好暫保留原文。
- ^  注解2：餡蜜：一種和菓子，主要是蜜豆混和紅豆製成。
- ^  注解3：：日語，意指海邊的黃昏，海風與陸風交替之間的風平浪靜。（特指夏季）

## 備註
1. ↑  動畫版第7話，19分41秒~20分08秒。
2. ↑  動畫版第1話，19分19秒。
3. ↑  度參見貓貓軟體每週四格漫畫 《諸葛瑾》第78回 的存檔，存档日期2008-05-03.。
4. ↑  動畫版第8話，07分09秒。
5. ↑  動畫版第6話，07分34秒~08分09秒。
6. ↑  動畫版第7話，04分17秒。
7. ↑  動畫版第1話，05分46秒~06分16秒。
8. ↑  DVD版追加片段，遊戲劇本亦含，但電視動畫未播放。
9. ↑  . trinet.cata.jp.   [2015年3月1日]. （原始内容存档于2008年12月27日） （日语）.

## 外部連結
- .   [2008-04-21]. （原始内容存档于2008-04-01）.（日語）
- .   [2009-01-31]. （原始内容存档于2008-12-27）.（日語）
- BANDAICHANNEL，存于（日語）
- 動畫版資料網頁[永久]，的存檔，存档日期2005-10-24.
- 《ラムネ》在視覺小說數據庫的頁面 （英文）